# Poprádi-tavi Hegyi Szálló

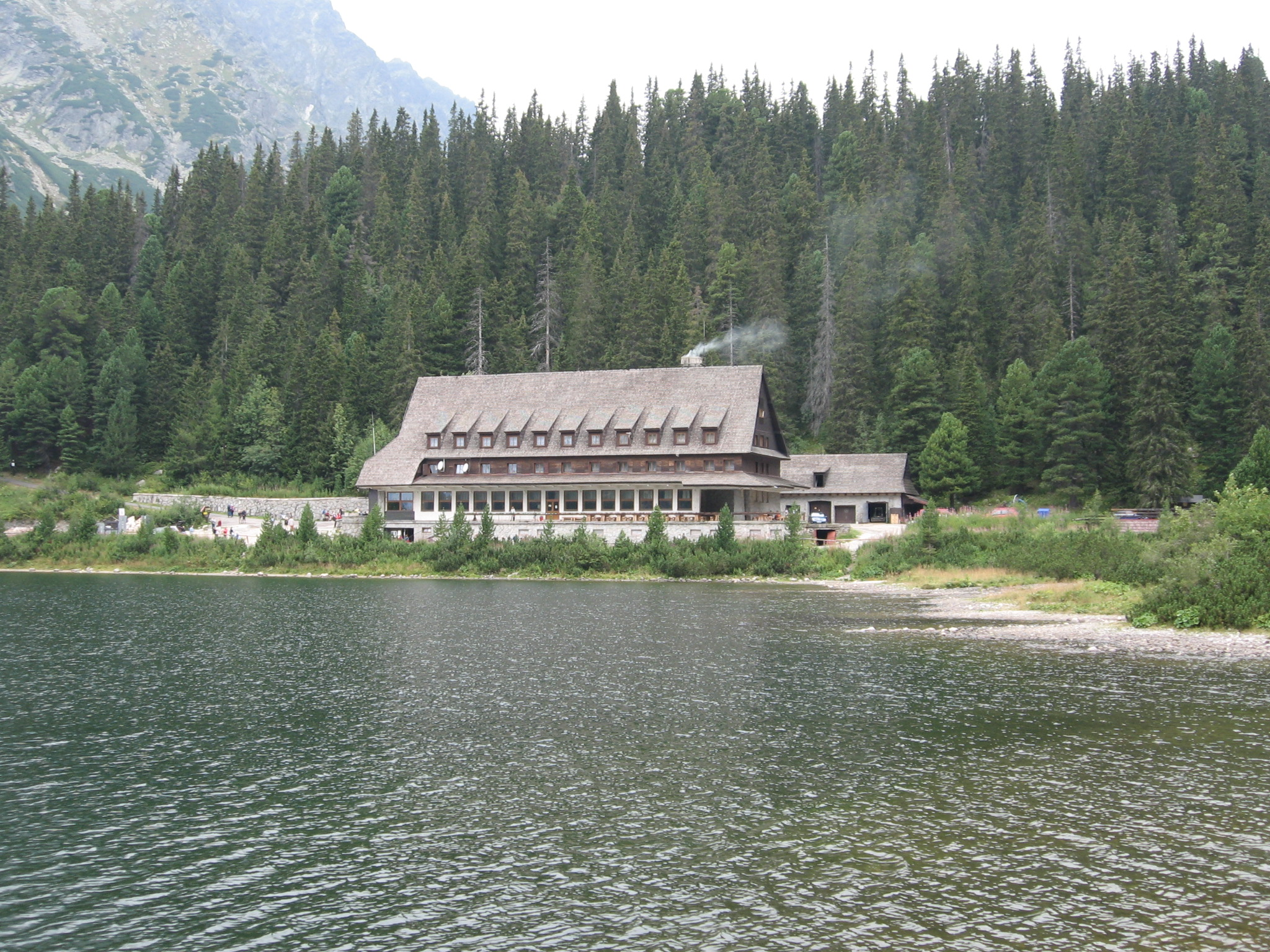
A Poprádi-tavi Hegyi Szálló

Poprádi-tavi Hegyi Szálló (szlovákul Horský hotel pri Popradskom plese) a Poprádi-tó partján áll 1500 m magasságban. Egész évben nyitva tart. A szálló a hegyi mentő szolgálat állomása. Fontos turistabázis a tátrai főútvonalon (Magistrale).

## Története

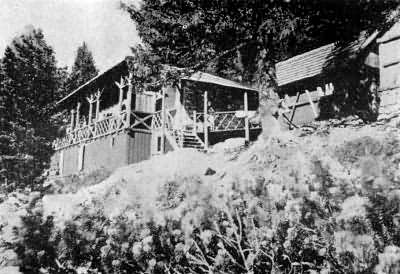

A mai épület egykori elődje, az első menedékházat 1879-ben a Magyarországi Kárpát-egyesület (MKE) készíttette, s építtetőjéről (az MKE Liptói Osztályának I. alelnökéről, Majláth Béláról, Liptó vármegye alispánjáról nevezték el) Majláth-menedékháznak nevezték el. Egy évvel később 1880. július 18-án teljesen leégett. Állítólag gyógynövénygyűjtők gyújtották fel mivel azt hitték, a turistákról, hogy valamiféle konkurenciát jelentenek a számukra.
A Majláth-menedékház 1880. évi elvesztését néhány hét múlva egy fakunyhóval pótolták, amely eleinte a Hincó- és Békás-völgy elágazása fölött volt, majd 1885-ben a Békás-tavak katlanába (1680 m) helyezték át, ahol a patak partján állt, míg 1895-ben össze nem dőlt.
1881-ben egy azonos méretű kőházzal helyettesítették, ahol Záborszky Pál, volt kalauz lett a gondok, aki élelmet is felszolgált a turisták részére. 1890-ben ez az épület is a tűz martalékává vált és vele együtt a vendégek névsorával teleírt falak, ajtók és ablakok is, melyek a turistaforgalom tanúi voltak. A ház kétszeres elvesztése kedvét szegte az MKE-nek a pótlásra, így harmadik házat 1892-ben építette a terület tulajdonosa Máriássy Ferenc. Az épület három helyiségből állt, kőből és fából épült. Később a terület új tulajdonosa Hohenlohe herceg teljesen kitiltotta a területről a turistákat és a menedékházat is, elbontatta. Hohenlohe herceg a Poprád-tavi menház elbontásával nagy felháborodást váltott ki, és kénytelen volt felépíteni egy földszintes faépületet, mely több átépítésen és bővítésen esett át, míg végül 25 helyiségében 150 férőhely lett később turistaszállóval bővítették.
A két világháború között a menedékház bérlője a Štáfl házaspár: Otokár (1184-1945) festőművész és felesége Vlasta újságíró és hegymászó volt. Štáfl 1922-ben javasolta a Magas-Tátra áldozatai emlékének megőrzésére egy kegyhely létesítését, ahol az addig különböző helyeken található emléktáblákat összpontosítanák. A Szimbolikus temető (Symbolický cintorin) létesítésére 1934-ben az Oszterva alatti cirbolyafenyő-ligetet választotta.
A második világháború után Jozef Morávka (Morávek kapitány, 1911–1945) csorbatói pénzügyőrparancsnok, elesett partizán nevét viselte. Az épület 1961-ig működött mikor összedőlt a nagy mennyiségű hó súlya alatt. A helyén épült munkás szálló (mely a Poprád-tavi Hegyi Szálló építőinek épült) 1964-ben leégett.
A régi menedékház mellett már 1958-ban kezdték építeni L. Bauer és F. Čapka építészek tervei szerint az új Hegyi Szállót, mely a mai napig szolgálja a turistaforgalmat.

## Szálláshelyek
27 szoba, 3-, 4-, 5- és 6-ágyasak, összesen 120 hálóhely van. Vendéglő 100 férőhellyel, 7–20 óráig. Bár 9:30-tól 22 óráig.
Telefon: 00-421-52-4492177, 4492765, 4492766, 4492767.

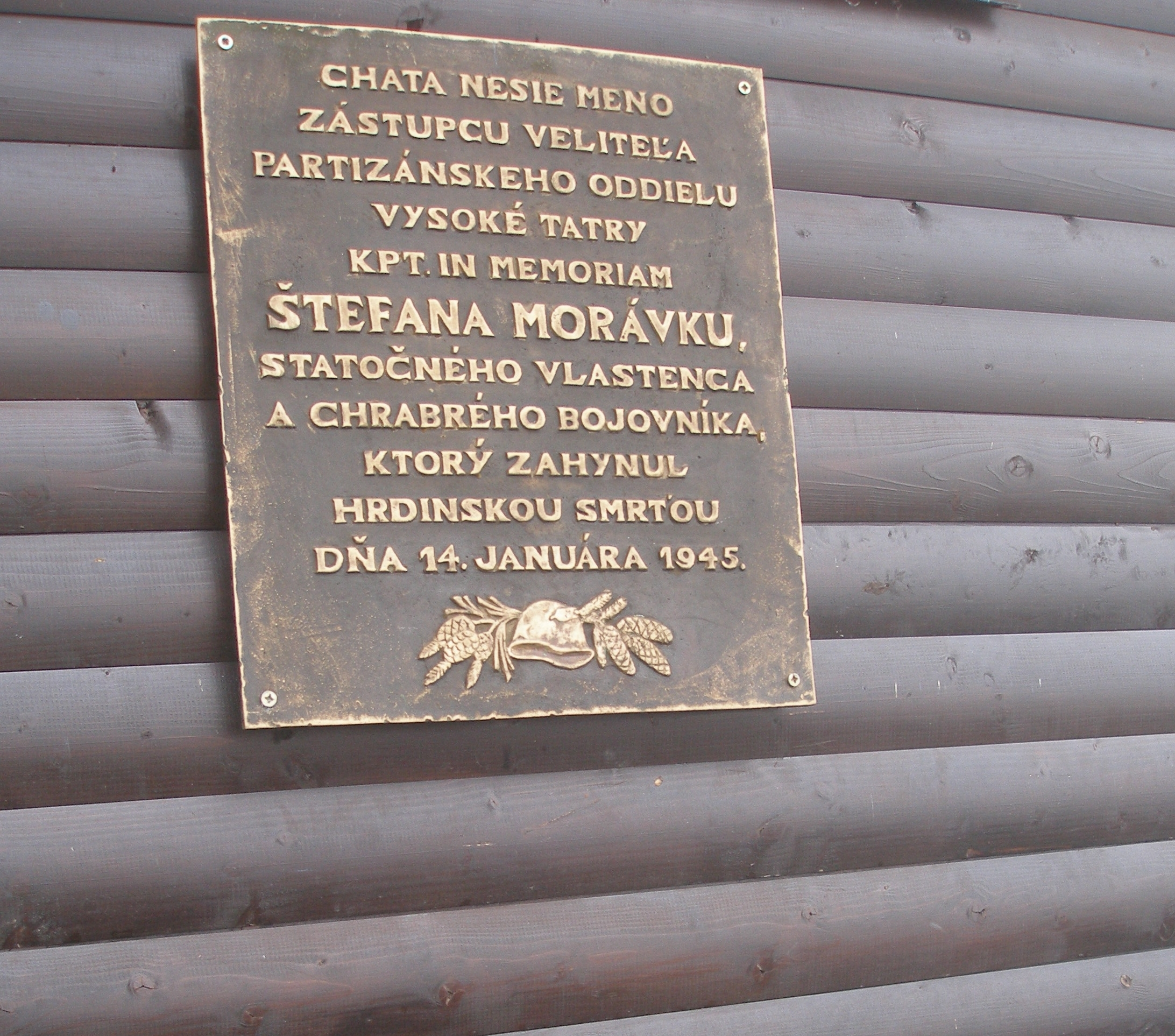
Morávek kapitány emléktáblája

## Megközelítése
A tátrai villamosvasút Poprádi-tó megállójától: a kék  jelzésen, 1 ó 15 p.
A Csorba-tótól: a piros jelzésen,  1 ó 15 p.

## Túravidéke
A Menguszfalvi-völgy és az Omladék-völgy, a Békás-tavi-katlan és a Hincó-tavi-katlan és az azokat koszorúzó hegyvonulatok.
Jelzett turistautak:
- A Hincó-tavakhoz: a kék  jelzésen, 1 ó 30 p.
- A Hunfalvy-hágóra: a kék és a piros jelzésen, ,  2 ó 45 p.
- A Tengerszem-csúcsra: a kék és a piros jelzésen, ,  3 ó 30 p.
- Az Osztervára: a piros jelzésen,  1 ó.
- Az Oszterváról a Batizfalvi-tóhoz: a piros jelzésen.  1 ó 15 p.
- A Szimbolikus temetőhöz: a sárga jelzésen,  15 p.

## Külső hivatkozások
- A hegyi szálló hivatalos honlapja
- Részletes magyar nyelvű ismertető